# Fabio De Felice
Fabio De Felice (Alessandria, 13 luglio 1927 – Poggio Catino, 11 gennaio 2024) è stato un politico italiano.

## Biografia
A Trieste l'8 marzo 1953 dopo un comizio del segretario nazionale del MSI Augusto De Marsanich, un gruppo di giovani missini improvvisò un corteo lungo le vie della città. Il gruppo, si diresse verso la sede del Fronte dell'Indipendenza, partito composto in parte dalla minoranza slovena, intonando slogan per l'Italia e contro Tito e la Jugoslavia. Nei pressi della sede indipendentista, un ordigno lanciato da mano ignota ferì il 26enne De Felice, Cesare Pozzo e altre 22 persone tra manifestanti e passanti. Negli ambienti missini e patriottici Pozzo e De Felice vennero considerati degli eroi. Il MSI decise di candidarli al Parlamento alle elezioni nazionali del 7 giugno 1953. Fu così eletto deputato nella seconda legislatura per le file del Movimento Sociale Italiano nella circoscrizione Perugia-Rieti fino al 14 dicembre 1955 quando passò al Gruppo misto. Restò alla Camera fino al 1958. Dopo aver aderito al Partito Nazionale Monarchico, non venne eletto alle politiche del 1958.
Insieme al fratello Alfredo frequentò l'Istituto di studi strategici della Difesa diretto da Filippo De Jorio (consigliere di Giulio Andreotti e coinvolto nel progetto golpista della Rosa dei venti). Negli anni sessanta si avvicinò a Ordine nuovo; dopo lo scioglimento forzato del movimento nel 1973 rimase nell'area degli ordinovisti partecipando alla stesura dei "fogli d'ordine", con i quali il gruppo continuò clandestinamente la propria attività eversiva. Fu coinvolto nel tentato golpe Borghese e nel 1974 divenne latitante. Una volta revocato il mandato di cattura, nel 1977 aderì al gruppo neofascista Costruiamo l'azione, fondato dagli ex ordinovisti Paolo Signorelli, Sergio Calore e Paolo Aleandri (suo ex allievo). Ebbe rapporti consolidati con Federico Umberto D'Amato e Licio Gelli. Venne coinvolto nel processo per la Strage di Bologna e infine assolto.
Lavorò anche come professore di liceo. Morì a Poggio Catino l'11 gennaio 2024 all'età di 96 anni.